# Аніта Пейдж
Аніта Пейдж (англ. Anita Page; справжнє ім'я — Аніта Помарес, англ. Anita Pomares; *4 серпня 1910 — †6 вересня 2008) — американська кіноакторка, зірка німого й раннього звукового кіно.
Почала кар'єру в 1924 році. Першу головну роль отримала в картині «Наші танцюючі дочки». Знімалася в фільмах з Джоан Кроуфорд і Бастером Кітоном. Виконала головну жіночу роль у першому в історії кіно звуковому музичному фільмі — «Бродвейська мелодія», який отримав премію «Оскар». Після одруження завершила кінокар'єру, а через кілька десятиліть знову з'явилася на екрані.

## Життєпис
Аніта Евелін Помарес народилася у сім'ї водія Маріно-старшого і секретарки Мод (до шлюбу Муллейн) Помарес. Мала брата, Маріно-молодшого, який став інструктором у тренажерному залі.. Дід Пейдж був консулом в Сальвадорі.
Після завершення кінокар'єри у 23 роки Пейдж заручилася з композитором Насіо Герб Брауна в 1934 році, але розлучилася через рік, оскільки чоловік ще не завершив попереднє розлучення. Одружилася з лейтенантом Гершелом А. Гаусом, пілотом військово-морського флоту, в 1937 році, переїхала з ним в Коронадо, штат Каліфорнія, де жила до його смерті в 1991 році. Народила дочок Лінду і Сандру.
Пейдж померла 6 вересня 2008 року у своєму будинку в Лос-Анджелесі, у віці 98 років. Похована на кладовищі Святого хреста в Сан-Дієго.

## Кар'єра
Пейдж почала зніматися у фільмах за сприяння подруги, акторки Бетті Бронсон. Після тестування на екрані Paramount Пейдж знімалася для MGM. Отримавши пропозицію контракту в обох студіях, Пейдж вирішила приєднатися до MGM. Першим фільмом Пейдж на MGM була комедійна драма 1928 року Повідомлення для світу. Також вона знімалася у фільмах Наші танцюючі дочки (1928) з Джоан Кроуфорд (з якою знялася в трьох картинах) і Бродвейській мелодії (1929), після чого її популярність дозволила їй зробити плавний перехід у звукового кіно.
Граючи провідні ролі у фільмах Лона Чейні, Бастера Кітона, Роберта Монтгомері, і Кларка Ґейбла і на початку 1930-х, Пейдж була однією з найвідоміших голлівудських акторок. Протягом цього часу вона зустрічалась з Ґейблом. В розпал популярності Пейдж отримувала більше листів від шанувальників, ніж будь-яка інша зірка Голлівуду, за винятком Грети Гарбо, і отримала кілька пропозицій руки й серця від Беніто Муссоліні поштою.
Коли її контракт закінчився в 1933 році, Пейдж здивувала Голлівуд, оголосивши про свою відставку у віці 23 років. Знявшись у 1936 році в картині «Пішки на небеса», Пейдж покинула екран, фактично зникнувши з голлівудських кіл на 60 років.
Пейдж повернулася на екран в 1996 році в кількох низькобюджетних фільмах жахів. Протягом цього періоду вона переїхала в будинок свого режисера Рендала Мелоуна в Ван-Найсі, Лос-Анджелес. Стан здоров'я не дозволив їй виступати в останні роки життя.
На момент смерті Пейдж була однією з останніх акторів німого кіно, які жили в 21 столітті.
За вклад в кіноіндустрію Аніта Пейдж удостоєна зірки на Голлівудській алеї слави під номером 6116 на голлівудському бульварі.

## Фільмографія
| Рік  | Українська назва               | Оригінальна назва               | Роль                  |
| ---- | ------------------------------ | ------------------------------- | --------------------- |
| 1925 | Поцілунок для Попелюшки        | A Kiss for Cinderella           |                       |
| 1926 | Люби їх і залиш їх             | Love 'Em and Leave 'Em          |                       |
| 1928 | Повідомлення для світу         | Telling the World               | Крістал Мелоун        |
| 1928 | Наші танцюючі дочки            | Our Dancing Daughters           | Енн Еннікінс          |
| 1928 | Коли місто спить               | While the City Sleeps           | Міртл                 |
| 1928 | Захід Занзібару                | West of Zanzibar                | другорядна роль       |
| 1929 | Летючий флот                   | The Flying Fleet                | Аніта Гастінгс        |
| 1929 | Бродвейська мелодія            | The Broadway Melody             | Куїн Махоні           |
| 1929 | Голлівудське рев'ю 1929 року   | The Hollywood Revue of 1929     | камео                 |
| 1929 | Наші сучасні дівчата           | Our Modern Maidens              | Кентуккі Страффорд    |
| 1929 | Спідвей                        | Speedway                        | Патриція              |
| 1929 | Морський блюз                  | Navy Blues                      | Еліс Елі Браун        |
| 1930 | Великий день                   | Great Day                       |                       |
| 1930 | Холостий і безтурботний        | Free and Easy                   | Ельвіра Планкетт      |
| 1930 | Раптово спійманий              | Caught Short                    | Женев'єва Джонс       |
| 1930 | Наші сором'язливі наречені     | Our Blushing Brides             | Конні Блер            |
| 1930 | Маленька аварія                | Little Accident                 | Ізабель               |
| 1930 | Військова медсестра            | War Nurse                       | Джой Медоус           |
| 1931 | Скорочення                     | Reducing                        | Вівіан Трюффль        |
| 1931 | Найпростіший спосіб            | The Easiest Way                 | Пег Мердок Фелкі      |
| 1931 | Доля джентльмена               | Gentleman's Fate                | Рут Корріган          |
| 1931 | Тротуари Нью-Йорка             | Sidewalks of New York           | Мардж Келлі           |
| 1932 | Ви слухаєте?                   | Are You Listening?              | Селлі О'Ніл           |
| 1932 | Нічний суд                     | Night Court                     | Мері Томас            |
| 1932 | Духи хмарочоса                 | Skyscraper Souls                | Дженні Легран         |
| 1932 | Процвітання                    | Prosperity                      | Гелен Праскінс Воррен |
| 1933 | Наречена джунглів              | Jungle Bride                    | Доріс Еванс           |
| 1933 | Солдати бурі                   | Soldiers of the Storm           | Наталі                |
| 1933 | Велика клітка                  | The Big Cage                    | Ліліан Ленглі         |
| 1933 | Я живий                        | I Have Lived                    | Джин Сент-Клер        |
| 1936 | Пішки на небеса                | Hitch Hike to Heaven            | Клаудія Ревелл        |
| 2000 | Чаклунство 11: Сестри по крові | Witchcraft XI: Sisters in Blood | сестра Серафіна       |
| 2002 | Сканування мозку               | The Crawling Brain              | бабуся Аніта Крогер   |
| 2010 | Підвищення Франкенштейна       | Frankenstein Rising             | Елізабет Франкенштейн |